# Anna Alma-Tadema
Anna Alma-Tadema (1867–1943) fue una artista británica y sufragista. Trabajó principalmente con dibujos y pinturas, creando muchos retratos y representaciones de escenas de interior, flores y edificios. Estuvo influenciada por su padre, Lawrence Alma-Tadema y mostró sus trabajos en exposiciones junto a él y su madrastra, Laura Theresa Alma-Tadema. Su trabajo estuvo exhibido en exposiciones nacionales, incluyendo la Royal Academy of Arts y en la Exposición Mundial Colombina de 1893 en Chicago. Fue reconocida para sus logros como un artista en la Exposición Mundial Colombiana de 1893 y en la Exposición de París de 1889.

## Primeros años

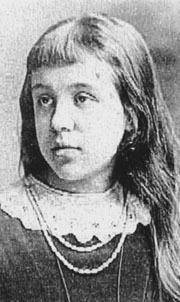
Anna Alma-Tadema

Anna Alma-Tadema fue la segunda hija del pintor holandés Lawrence Alma-Tadema y su mujer francesa, Marie-Pauline Gressin de Boisgirard quién vivía en Bruselas. Su hermana mayor, Laurence, nació en 1864. La madre de ella falleció en 1869. Lawrence y sus hijas entonces se trasladaron a Inglaterra. Su padre se casó por segunda vez con  Laura Epps en 1871, cuando Anna tenía cuatro años de edad.
Anna Alma-Tadema fue criada en Londres con su familia. Laurence recibió su educación en la casa y creía que Anna debía ser formada en casa también. Anna Alma-Tadema aparece en al menos dos pinturas de su padre. En 1873, ella y su hermana estuvieron descritas en Este es Nuestra Esquina, y entonces en 1883, su padre pintó su retrato.
La madre de Anna, su padre y su madrastra fueron pintores y, como resultado, ella fue criada en una casa muy artística. Lawrence fue inspirado por palabras  de la antigüedad y desarrolló un estilo que estuvo emulado por Laura, Anna y otros artistas. Una vez  que murió, la popularidad y el estilo de sus trabajos decayeron por aproximadamente seis décadas. La hermana de Anna, Laurence, era una poeta, novelista, crítica, dramaturga y autora de cuentos.

## Trabajo como artista
Alma-Tadema fue descrita por la biógrafa Helen Zimmern como "delicada, fina artista quién ha heredado tanto del poder de su padre para reproducir detalles." Durante su tiempo como artista, Anna Alma-Tadema ha creado varios retratos, representaciones de flores, así como representaciones en acuarela de interiores de casa y edificios. Un ejemplo de Alma-Tadema  son los retratos de la señorita Tessa  Gosse. Este y otros trabajos, como El Valle Brumoso y La Habitación de Oro, estuvieron exhibidos en la Royal Academy of Arts.
Anna Alma-Tadema hizo acuarelas del interior de su casa familiar, la casa Townshend en Titchfield Terrace, cerca del Regent's Park en Londres. La casa familiar fue decorada de manera extravagante por su padre para que pareciera una villa romana. La Habitación de Dibujo que Alma-Tadema pintó cuando era adolescente, estuvo exhibido en 1893 en la Exposición Mundial Colombiana de Chicago. Además, en 1885 pintó La Habitación de Oro que también representaba el interior de la casa familiar.
Alma-Tadema exhibió sus trabajos en Inglaterra por aproximadamente cuarenta años, entre 1885 y 1928. Alma-Tadema mostró quince trabajos en la Real Academia entre 1885 y 1928, incluyendo La Habitación de Oro, señorita Tessa Gosse, El Valle Brumoso y La Cosecha del Ocioso. A pesar de que residía en Londres, Anna Alma-Tadema también exhibía trabajos en el extranjero. En 1889, ganó una medalla en una exposición en París. Además, Anna, su padre Lawrence y su madrastra Laura, todos, exhibieron y ganaron premios en la Exposición Mundial Colombina de Chicago en 1893.
Los trabajos de Anna Alma-Tadema continúan exhibidos hasta hoy. Por ejemplo, sus trabajos estuvieron incluidos en la exposición de abril de 2011 en el Museo de Victoria y Alberto, El Culto de Belleza: El Movimiento Estético 1860–1900 en Londres.

## Vida personal
Alma-Tadema estuvo comprometida con el sufragio de las mujeres y firmó como Algunos Seguidores del movimiento de Sufragio de las Mujeres en 1897. Ni Anna Alma-Tadema ni sus hermanas se casaron. Eran pobres y no tuvieron carreras exitosas en sus años más tardíos.